# Tanza
Tanza (Bayan ng Tanza) är en kommun i Filippinerna. Kommunen ligger på ön Luzon, och tillhör provinsen Cavite. Folkmängden uppgår till 188 755 invånare.

## Bildgalleri

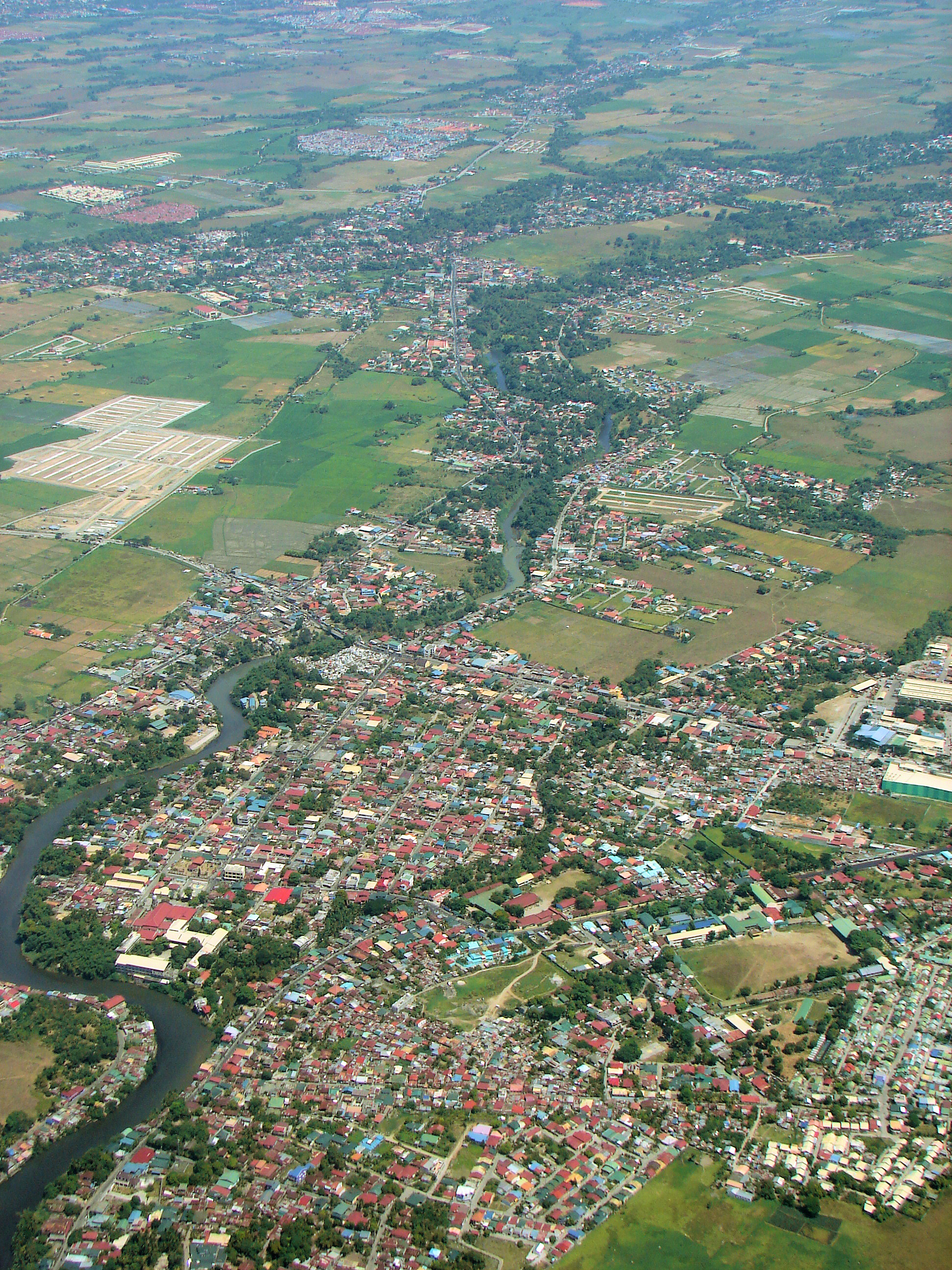
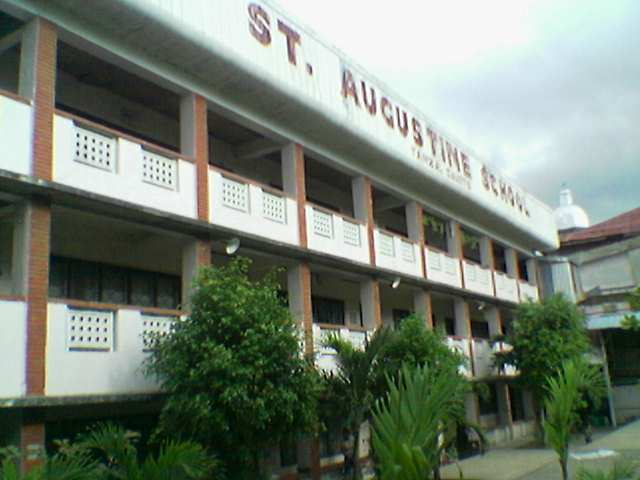

## Barangayer
Tanza är indelat i 41 barangayer.
| - Amaya I - Bagtas - Biga - Biwas - Bucal - Bunga - Calibuyo - Capipisa - Daang Amaya I - Halayhay - Julugan I - Mulawin - Paradahan I - Poblacion I | - Poblacion II - Poblacion III - Poblacion IV - Punta I - Sahud Ulan - Sanja Mayor - Santol - Tanauan - Tres Cruses - Lambingan - Amaya II - Amaya III - Amaya IV - Amaya V | - Amaya VI - Amaya VII - Daang Amaya II - Daang Amaya III - Julugan II - Julugan III - Julugan IV - Julugan V - Julugan VI - Julugan VII - Julugan VIII - Paradahan II - Punta II |